# Pierre Puiseux

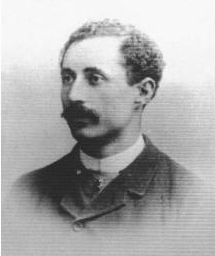
Pierre Puiseux

Pierre Puiseux (ur. 20 lipca 1855 w Paryżu, zm. 28 września 1928) – francuski astronom. Jego ojcem był Victor Puiseux – również astronom i matematyk.

## Życiorys
Ukończył szkołę wyższą École Normale Supérieure. Po jej ukończeniu rozpoczął pracę w Obserwatorium Paryskim. Zajmował się tam przede wszystkim zagadnieniem aberracji światła, obserwacjami planetoid oraz dynamiką Księżyca. Puiseux oraz inny francuski astronom Maurice Loewy rozpoczęli prace nad katalogiem astronomicznym Carte du Ciel (z fr. Mapa nieba).
Stworzył atlas Księżyca, w oparciu o wykonane przez siebie i Loewy’ego zdjęcia.

## Nagrody i wyróżnienia
Na jego cześć nazwano jeden z księżycowych kraterów – Puiseux o średnicy ok. 25 km.
- W 1896 otrzymał nagrodę Lalande Prize
- W 1900 roku przyznano mu nagrodę Prix Jules-Janssen